# Historias de un amor
'Historias de un Amor' es el duodécimo álbum de estudio realizado por el cantante mexicano Mijares. Este fue lanzado al mercado mexicano y latinoamericano el 19 de septiembre de 2000 por la compañía de discos "Universal"; los productores y directores de este material son Danilo Ballo y Emanuele Ruffinengo. El álbum cuenta con canciones compuestas por los reconocidos Alejandro Lerner, Ana Cirré y Zucchero.
Algunas de los temas con los que cuenta este material son traducciones de temas italianos que el mismo Mijares ha adaptado.

## Lista de canciones
| Historias de un amor |                           |                    |          |  |
| N.º                  | Título                    | Escritor(es)       | Duración |  |
| 1.                   | «Aunque no estés»         | Ana Cirré          | 4:43     |  |
| 2.                   | «Si me enamoro»           | Luis Gómes Escobar | 5:00     |  |
| 3.                   | «Historia de un amor»     |                    | 5:00     |  |
| 4.                   | «Por culpa de quién»      | Zucchero           | 4:02     |  |
| 5.                   | «La belleza»              | Alejandro Lerner   | 3:39     |  |
| 6.                   | «Amigas-Amores»           |                    | 3:59     |  |
| 7.                   | «Dame una flor»           |                    | 3:53     |  |
| 8.                   | «Perdóname»               |                    | 4:24     |  |
| 9.                   | «Dile que la amas»        | Alejandro Lerner   | 4:02     |  |
| 10.                  | «Hablame de ti»           |                    | 4:48     |  |
| 11.                  | «Cuando te hablo de amor» |                    | 4:18     |  |
| 12.                  | «Cuando me vaya»          |                    | 6:08     |  |
| 53:56                |                           |                    |          |  |

### Sencillos
- Aunque Ningún Estés
- Si me enamoro
- Dame una flor